# 満洲国監察院

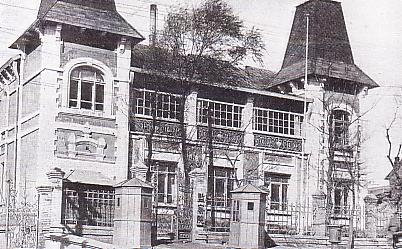
満洲国監察院

満洲国監察院（まんしゅうこくかんさついん）とは、満洲国における監察機関である。しかし、建国から5年後の1937年に廃止された。

## 概要
行政府から独立した監察機関の制度は、周代より続く中国歴代王朝の伝統的制度であり、孫文が掲げた五権憲法にも「監察院」として規定されている。
監察院について組織法で以下のように規定された。
- 監察及び審計を行う規定（第37条）
- 監察官及び審計官を置く規定（第38条）

監察院は、国務院から独立した地位を有し、総務処、監察部、審計部により構成された。監察部は、官吏や各部局（省庁）の違法・不当行為の摘発を行い、審計部は国の予算等の会計監査を行った。組織法第39条により、監察官及び審計官は刑事裁判若しくは懲戒処分を除く他、その職を免職・停職・転官・転所・減俸されない、とされた。
しかしこの制度は、日本人官吏を中心に以下のような批判的意見が多かった。
- 違法行為ならまだしも、不当行為にまで法的強制力をもって摘発するのはおかしい（何を以って「不当」なのか明確でない）。
- 常に監察院の顔色を窺うようになり、官吏のモチベーションが低下する。
- 監察院が独善的になり、権限を乱用する危険性がある。

これらの批判が強まったため、監察院は1937年に廃止され、その権限は国務院に移管された。

## 歴代監察院長
1. 1932年3月9日～1932年11月12日 - 于冲漢
2. 1932年11月12日～1933年7月5日 - 品川主計（代理）
3. 1933年7月5日～1937年5月7日 - 羅振玉
4. 1937年5月7日～1937年7月1日 - 寺崎英雄（代理）